# Перстач довгоквітконіжковий
Перстач довгоквітконіжковий (лат. Potentilla longipes) — вид квіткових рослин роду перстач родини розові (Rosaceae).

## Ботанічний опис
Багаторічна рослина 20–40 см заввишки.
Стебла прямі, запушені дрібними щетинистими волосками, у нижній частині іноді голі.
Листки з обох сторін зелені, зверху голі, знизу негусто запушені. Листочки довжиною 2–3 см, шириною 0,8–1,5 см, довгасті, з великими довгими гострими зубцями.
Квітки близько 10 мм у діаметрі. Чашечка коротша від віночка, запушена; яйцеподібно-ланцетні внутрішні та ланцетно-лінійні зовнішні чашолистки майже однакової довжини.
Плід — горішок.

## Поширення в Україні
Зустрічається у лісостепу на Лівобережжі. Росте на степових ділянках.